# La Vallée de Gwangi
Pour plus de détails, voir Fiche technique et Distribution.
La Vallée de Gwangi (The Valley of Gwangi) est un film américain réalisé par Jim O'Connolly, sorti en 1969.

## Synopsis
À la fin du XIXe siècle, aux États-Unis, un groupe de cow-boys découvre et part explorer une mystérieuse vallée peuplée de créatures préhistoriques (animées par Ray Harryhausen), notamment un Eohippus, un Styracosaurus, un Ptéranodon (appelé "pterodactyle") et un Ornithomimus. Après de nombreuses péripéties, les aventuriers parviennent à capturer au lasso un Allosaurus nommé Gwangi et le ramènent en ville dans une cage improvisée et l'exposent dans un cirque. Mais le dinosaure parvient à s'échapper, se bat contre un éléphant et sème la panique jusqu'à ce que l'on parvienne à l'enfermer dans une cathédrale où il meurt au cours d'un incendie.

### Commentaires
Cette œuvre mêle le western et le film de monstres. Le scénario n'est pas sans rappeler celui de King Kong.

## Fiche technique
- Titre : La Vallée de Gwangi
- Titre original : The Valley of Gwangi
- Réalisation : Jim O'Connolly
- Scénario : William Bast et Julian More, d'après Willis H. O'Brien (non crédité: Valley of the Mist)
- Production : Charles H. Schneer et Ray Harryhausen, pour  Morningside Movies
- Musique : Jerome Moross
- Photographie : Erwin Hillier
- Effets spéciaux visuels: Ray Harryhausen
- Montage : Selwyn Petterson et Henry Richardson
- Décors : Gil Parrondo
- Pays d'origine : États-Unis
- Format : Couleurs (Technicolor) - 1,85:1
- Genre : Western, Aventures, Fantastique, Thriller, Science-fiction
- Durée : 96 minutes
- Dates de sortie :
  - Allemagne de l'Ouest : 25 juillet 1969
  - États-Unis : 3 septembre 1969
- Affiche : Raymond Elseviers (titre : La Vallée de Gwangi, Belgique)

## Distribution
- James Franciscus (VF : Claude Giraud) : Tuck Kirby
- Gila Golan : T.J. Breckenridge
- Richard Carlson : Champ Connors
- Laurence Naismith : Prof. Horace Bromley
- Freda Jackson : Tia Zorina
- Gustavo Rojo : Carlos dos Orsos
- Dennis Kilbane : Rowdy
- Mario De Barros : Bean
- Curtis Arden : Lope
- Jose Burgos : le nain

## Autour du film
Ce film a été utilisé dans d'autres films ou séries :
- La Classe américaine (Le Grand Détournement) lors de la scène des « Animaux Préhistoriques Partouzeurs de Droite »,
- Saison 10 de Friends, Épisode 13 Celui qui baragouinait : lorsque Ross rend visite au père de Rachel à l’hôpital et le regarde à la télé.

Quelques scènes ont été tournées à la Ciudad Encantada (« Cité enchantée ») près de Cuenca et la cathédrale de Santa María y San Julián de Cuenca en Espagne.
Pour ce film, les armatures de l'oiseau géant de L'île mystérieuse (1961) et du Ceratosaurus et du Triceratops de un million d'années avant J.C. (1966) sont réutilisées respectivement pour l'Ornithomimus, l'Allosaurus Gwangi et le Styracosaurus.
Contrairement au véritable Ptéranodon, le "ptérodactyle" du film a des ailes semblables à celles d'une chauve-souris et peut soulever un humain avec ses pattes.